# Виттевен, Виллем
Виллем Йоханнес Виттевен (нидерл. Willem Johannes Witteveen; 5 мая 1952, Роттердам, Нидерланды — 17 июля 2014, рядом с Грабовом, Донецкая область, Украина) — нидерландский политический деятель и учёный-правовед, профессор права, член верхней палаты Генеральных штатов Нидерландов от Партии труда (1999—2007, 2013—2014), редактор журнала «Социализм и демократия». Виттевен погиб в авиакатастрофе Boeing 777 в Донецкой области.

## Биография
Виллем Виттевен родился в Роттердаме, был сыном экономиста и либерального политика Йохана Виттевена и его супруги Лизбет Фейенс. В семье было ещё трое сыновей и дочь. В детстве Виллем посещал роттердамскую начальную школу с так называемой «системой Монтессори», позже перешёл в среднюю школу в Вассенаре. В 1970—1978 годах он изучал нидерландское право в Лейденском университете.
С 1979 по 1989 год он работал исследователем конституционного права в Лейденском университете. В 1988 году получил учёную степень доктора философии права с диссертацией De retoriek in het recht. С 1990 года до своей смерти занимал должность профессора в Университете Тилбурга. Виттевен написал несколько правоведческих книг. Его последний труд, De wet als kunstwerk, был опубликован в ноябре 2014 года уже после его гибели.
Также Виттевен занимался политической деятельностью как представитель Партии труда, куда вступил в 1994 году. Он дважды, в 1999 и 2013 годах, избирался в Сенат, верхнюю палату Генеральных штатов Нидерландов, часто выступал на телевидении, обладал известностью в Нидерландах. Руководил предвыборной кампанией кандидата в президенты от Партии труда в 1988—1989 году.
Виттевен погиб в авиакатастрофе Boeing 777 в Донецкой области, когда летел на отдых в Малайзию вместе с женой Лидвин и дочерью Марит. Самолёт был сбит ракетой 9М38, выпущенной из российского ЗРК «Бук» в районе вооружённого противостояния на востоке Украины. Все находившиеся на борту 298 человек (из них более сотни были гражданами Нидерландов) погибли.
У Виттевена остался сын Фрек.